# Daniela Cârlan

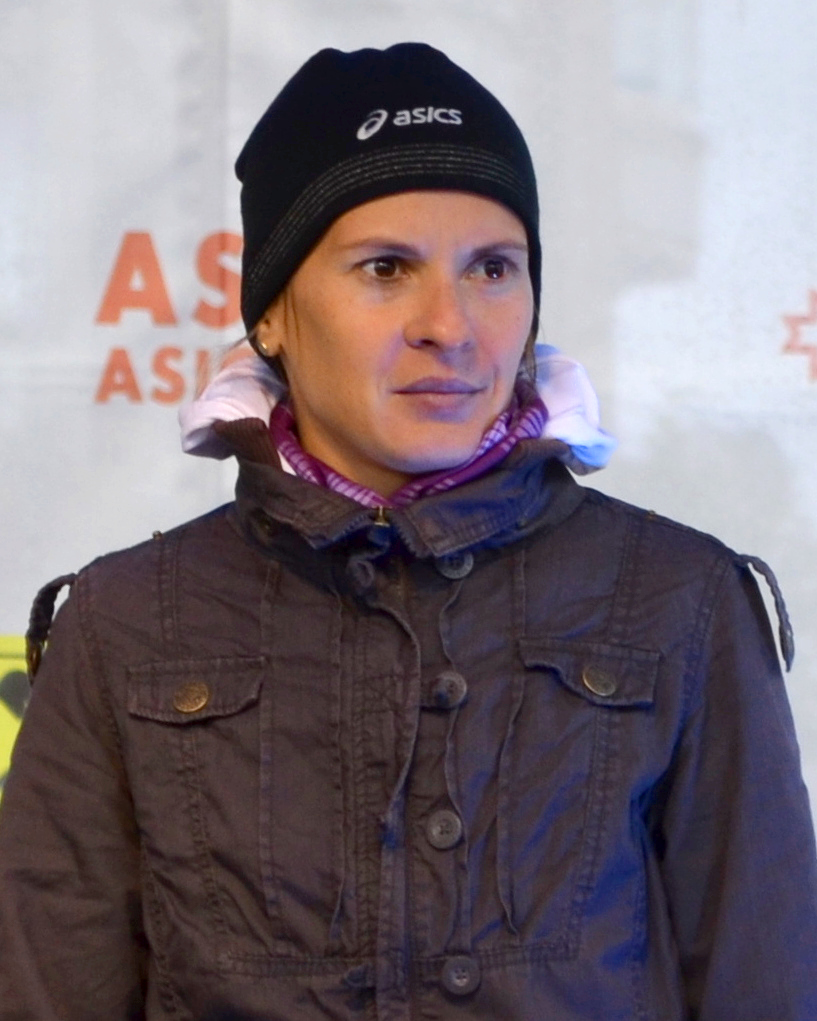
Daniela Cârlan 2011

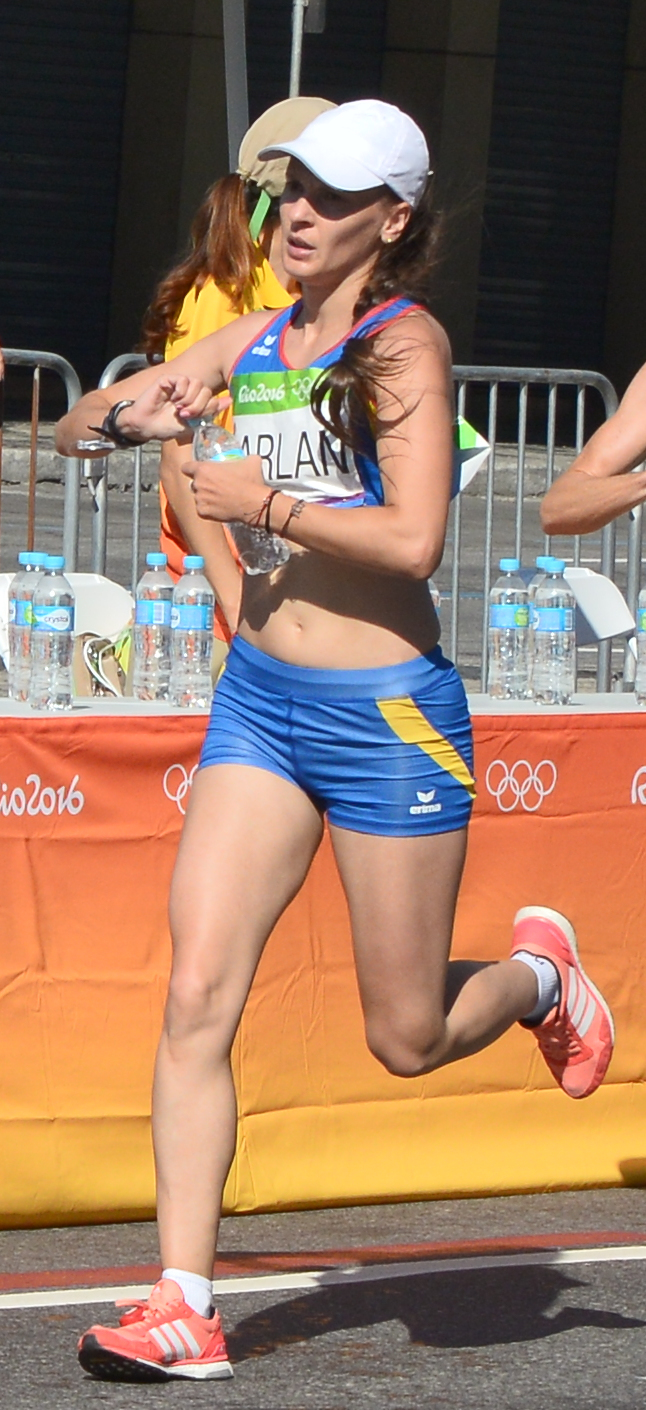
Bei den Olympischen Spielen 2016

Elena Daniela Cârlan (* 18. September 1980 in Sibiu) ist eine rumänische Leichtathletin. Sie war zuerst Geherin und wechselte später zum Marathon.

## Geherin
Sie begann im Alter von zwölf Jahren mit der Leichtathletik und spezialisierte sich auf das Gehen. 1998 nahm sie an den Leichtathletik-Juniorenweltmeisterschaften teil und erreichte den fünften Platz im 5-km-Gehen. Bei den Leichtathletik-Junioreneuropameisterschaften 1999 in Riga gewann sie hinter der Russin Larisa Safronova die Silbermedaille. 2001 wurde Cârlan bei den U23-Europameisterschaften Neunte im 20-km-Gehen.
2003 nahm Cârlan zum ersten Mal an den Leichtathletik-Weltmeisterschaften teil. In Paris erreichte sie den 23. Platz. 2004 qualifizierte sie sich für die Olympischen Spiele in Athen, wo sie auf den 37. Platz kam.

## Läuferin
2005 beendete Cârlan ihre Geher-Karriere und wandte sich dem Langstreckenlauf zu. Beim Berlin-Marathon 2008 wurde sie Neunte. 2009, 2010 und 2011 war sie Rumänische Meisterin. 2010 nahm sie auch an den Europameisterschaften teil, konnte aber den Marathon nicht beenden.

## Bestzeiten
- 20-km-Gehen 1:30:19 h	Naumburg 2. Mai 2004
- Marathon 2:36:18 h Berlin 28. September 2008